# Le Réveil du Z
Le Réveil du Z est la quatre-vingt-dix-septième histoire de la série Spirou et Fantasio de Tome et Janry. Elle est publiée pour la première fois dans Spirou du no 2487 au no 2508. Elle forme un diptyque avec L'Horloger de la comète.

## Résumé
Après l'extraordinaire aventure temporelle qu'ils viennent de vivre aux côtés d'Aurélien de Champignac, Spirou et Fantasio ont repris leurs activités journalistiques. Fantasio est confronté au scepticisme de son nouveau directeur des informations, Kakeukh, qui refuse de publier son article sur cette aventure. Spirou propose de geler provisoirement la publication avant de prouver le voyage temporel. S'étant saoûlé et en de mauvaise humeur, Fantasio est victime d'un accident de chaise à roulettes dans les escaliers des éditions Dupuis, ce qui l'oblige à rester à la maison avec Spirou. Le soir même, le Snouffelaire apparaît dans la maison. Dans un premier temps, Fantasio est le seul à le voir apparaître dans la télévision et Spirou est dubitatif, les médecins lui ayant dit que Fantasio serait peut-être un peu fou après son accident. Mais peu après Spirou aperçoit le snouffelaire qui semble apporter un message de secours d'Aurélien de Champignac. C'est alors qu'un couple et un robot semblant venir du futur rentrent dans leur maison. Le couple faisant de mauvaises réflexions sur leur habitation, Spirou les fait sortir. Spirou se rend compte que la maison fait partie d'un musée et lorsqu'il demande à l'homme et la femme étonnés en quelle année ils sont, ils répondent 2062.
Le robot indique l'annuaire à l'entrée à Spirou qui veut savoir où est Aurélien. Mais deux gardes marqués d'un Z sont postés à l'entrée et se moquent des tenues de Spirou et Fantasio, les prenant pour des figurants. Un individu à l'apparence chinoise les appelle alors pour fuir en taxibulle. Il les ramène alors dans le laboratoire d'Aurélien et révèle être So-Yah, principal assistant d'Aurélien qu'il dit avoir été enlevé par un tyran impitoyable. So-Yah, qui soigne Fantasio de ses fractures avec un appareil, raconte à Spirou qu'Aurélien de Champignac a été banni du congrès scientifique car personne n'a cru à son voyage temporel. Personne n'y a cru sauf un : Zorglub Junior, qui l'a soutenu financièrement avant d'exploiter ses recherches.
Mais ils sont surveillés et capturés par Zorglub Jr accompagné par les zorglhommes. Celui-ci avoue être le descendant du grand Zorglub et avoir fait interdire tous les instruments de mesure du temps (horloges, montres...), remplacés par des skons, signaux qui indiquent à un individu la tâche qu'il doit effectuer. Ses gardes ne savent d'ailleurs pas ce qu'est une année. Une seule horloge fonctionne: la zorgloge, qui envoie les impulsions des skons.
Zorglub Junior les ramène dans la pièce où a été placé Aurélien, qui refuse de collaborer au projet "Z", à savoir ramener des hommes en 2062 pour en faire des zorglhommes, qui manquent à Zorglub Jr. Les ramenant, Zorglub Jr dit à Aurélien de collaborer s'il veut que ses amis soient conservés en bonne santé. Aurélien, qui réplique en l'empoignant et le jetant (Zorglub Junior étant petit), reçoit une faible dose de zorglonde en retour pour punition. Vite rétabli, Aurélien raconte à ses amis que ramener des hommes dans le futur est la seule chose qu'il a pu cacher à Zorglub Junior, qui lui a volé ses inventions.
Spirou tente de trouver une solution mais lui et ses amis sont espionnés et entendus. C'est alors que Spip endommage un micro placé à l'intérieur d'une bougie, ce qui empêche Zorglub Jr de les entendre. Celui-ci s'en prend alors à l'un des zorglhommes chargés de l'écoute, le faisant emmener au reconditionnement. Le snouffelaire, qui mange beaucoup, n'a pas digéré une pile qui ressort. Cela donne une idée à Aurélien de Champignac qui associe cette pile à un bouton cuivré de Spirou et le manomol, l'une de ses inventions.
Le manomol produit alors une main qui passe par-dessous la porte de la cellule, gonfle, assomme le garde et récupère ses clés.
Entendant des bruits de pas, Spirou et ses amis s'échappent mais rentrent dans une pièce où les zorghommes mis en reconditionnement où ceux-ci effectuent des exercices de maniement d'armes dans l'obscurité. Mais curieusement, la lumière rallumée, les zorghommes ne remarquent même pas la présence des évadés. Et pour cause: ils ne sont confinés qu'à une seule tâche dictée par les skons et toute initiative est réprimée.
Spirou a alors l'idée de dérégler la zorglonde qui envoie les skons. Mais des gardes préviennent Zorglub Jr que la cellule des prisonniers est vide et celui-ci ordonne à tous ses gardes de les rechercher. Spirou parvient à repousser les zorglhommes qui l'attaquent avec le manomol, appuyé aussi par Fantasio avec une zorglonde. Spirou peut ainsi tourner la grande molette de la zorglonde avec le manomol, détraquant les impulsions envoyées par celle-ci. Du coup, les zorglhommes se mettent à chanter, danser, rire et oublient leur tâche. Zorglub Junior envoie alors en dernier recours sa garde personnelle, casquée.
Spirou et ses amis s'échappent en navette mais sont rattrapés par la garde personnelle du tyran. Alors que l'un des gardes envoie une dose de zorglonde à So-Yah, le snouffelaire les effraie et Spirou et Fantasio se jettent dessus et leur retirent leur casque pour découvrir...leurs descendants, qui ont le même visage. Du coup, Spirou, Fantasio et leurs descendants restent confus. Aurélien de Champignac leur explique alors que le temps tourne et que même les meilleures familles ont des canards boiteux.
Grâce à une machine, Aurélien renvoie Spirou et Fantasio à leur époque. Ils se réveillent ainsi chez eux, pensant avoir fait un mauvais rêve, Spirou devant la télévision. Fantasio se rappelle alors de sa chute dans les escaliers. Zorglub arrive avec le comte de Champignac. Zorglub a l'air maintenant tout à fait pacifique et Fantasio lui demande s'il compte fonder une famille. Celui-ci répond qu'il serait prêt à faire un Zorglub Junior s'il rencontrait une femme...

## Personnages
- Aurélien de Champignac
- Fantasio
- Kakeukh (première apparition)
- Pacôme de Champignac
- Snouffelaire
- So-Yah (première apparition)
- Spip
- Spirou
- Zorglub
- Zorglub Junior (première apparition)

## Historique
L'histoire n'est pas sans rappeler le film Retour vers le futur sorti la même année. La ville futuriste dirigée par Zorglub junior ressemble quant à elle aux décors cyber-punk de Blade Runner.

## Publication

### Revues
- Publié pour la première fois dans le journal de Spirou du no 2487 au no 2508.